# Деребчинська сільська рада
| Деребчинська сільська рада — орган місцевого самоврядування у Шаргородському районі Вінницької області з центром у с. Деребчин. Сільській раді підпорядковані населені пункти: - с. Деребчин - c. Аристівка - c. Вербівка - c. Володимирка - c. Мала Деребчинка - c. Семенівка |

## Склад ради
Рада складається з 20 депутатів та голови.

## Керівний склад сільської ради
| ПІБ                        | Основні відомості                                                 | Дата обрання | Дата звільнення |
| -------------------------- | ----------------------------------------------------------------- | ------------ | --------------- |
| Галайко Федір Феодосійович | Сільський голова, 1952 року народження, освіта, безпартійний      | 26.03.2006   | 31.10.2010      |
| Галайко Федір Феодосійович | Сільський голова, 1952 року народження, освіта вища, безпартійний | 31.10.2010   |                 |

Примітка: таблиця складена за даними джерела